# Ludwig Wrba
Ludwig Wrba (6. března 1844 Benátky – 20. srpna 1927 Pressbaum) byl rakousko-uherský, respektive předlitavský státní úředník a politik, v letech 1905–1906 a znovu v období let 1909–1911 ministr železnic Předlitavska.

## Biografie
Studoval ve Vídni a Praze. Od roku 1866 byl pracovníkem finančního zemského ředitelství ve Vídni. Od roku 1869 pak působil jako adjunkt na ministerstvu obchodu. V roce 1895 přešel na nově vytvořený rezort železnic, kde se stal sekčním šéfem.
Vrchol jeho politické kariéry nastal na počátku 20. století, kdy se za druhé vlády Paula Gautsche stal dodatečně ministrem železnic jako provizorní správce rezortu. Post si udržel i v následující vládě Konrada Hohenloheho. Funkci zastával v období 2. května 1905 – 28. května 1906. Na ministerský post se vrátil znovu za vlády Richarda Bienertha a ministrem železnic byl od 10. února 1909 do 9. ledna 1911.